# Найзаколь
Найзаколь (каз. Найзакөл) — озеро в Жамбылском районе Северо-Казахстанской области Казахстана. Находится в 12 км к юго-востоку от села Май-Балык.
По данным топографической съёмки 1940-х годов, площадь поверхности озера составляет 1,04 км². Наибольшая длина озера — 2,1 км, наибольшая ширина — 0,8 км. Длина береговой линии составляет 5 км, развитие береговой линии — 1,37. Озеро расположено на высоте 153,1 м над уровнем моря.